# Amphioplus platyacanthus
Amphioplus platyacanthus är en ormstjärneart som beskrevs av Murakami 1943. Amphioplus platyacanthus ingår i släktet Amphioplus och familjen trådormstjärnor. Inga underarter finns listade i Catalogue of Life.